# Garcia Mendes de Sousa
Garcia Mendes de Sousa, (antes de 1125  - depois de 1141  ) foi um rico-homem do Reino de Portugal, tendo exercido o cargo de Alferes-mor de Portugal para Afonso I de Portugal entre 1138 e 1141. Filho de Mem Viegas de Sousa e Teresa Fernandes de Marnel, era irmão de Gonçalo Mendes de Sousa e Soeiro Mendes de Sousa, que tiveram, como ele próprio, destaque na corte régia. Não se conhecem as suas datas de nascimento e morte. Confirma documentação desde 1125, e desaparece dela após deixar o cargo de alferes.